# Plischtschyn
Plischtschyn (ukrainisch Пліщин) ist ein Dorf in der ukrainischen Oblast Chmelnyzkyj mit etwa 980 Einwohnern (2024).
Das 1167 gegründete Dorf liegt im Rajon Schepetiwka in der historischen Region Wolhynien teilt deren wechselhafte Geschichte.
Am 12. Juni 2020 wurde das Dorf ein Teil der neugegründeten Stadtgemeinde Schepetiwka, bis dahin bildete sie die gleichnamige Landratsgemeinde Plischtschyn (Пліщинська сільська рада/Plischtschynska silska rada) im Westen des Rajons Schepetiwka.
Zwischen dem 14. August 2019 und dem 12. Juni 2020 war sie auch kurzzeitig ein Teil der Landgemeinde Plesna (Плесенська сільська громада/Plesenska silska hromada).

## Söhne und Töchter der Ortschaft
- Walentyn Sadowskyj (1886–1947); ukrainischer Geograph, Ökonom, Politiker und Justizminister
- Wiktorija Tkatschuk (* 1994); Hürdensprinterin